# Brendan Behan
Pour les articles homonymes, voir Behan.
Brendan Francis Behan (Breandán Ó Beacháin en irlandais) est un écrivain irlandais né le 9 février 1923 à Dublin où il est mort le 20 mars 1964.
Auteur de poèmes, de romans et de pièces de théâtre, aussi bien en anglais qu'en irlandais, c'est l'un des dramaturges irlandais les plus connus du XXe siècle. Il est notamment l'auteur du roman autobiographique Borstal Boy (1958), longtemps interdit en Irlande pour obscénité, avant d'être adapté au théâtre et au cinéma. Républicain engagé, il a été également membre de l'IRA.

## Biographie

### Jeunesse

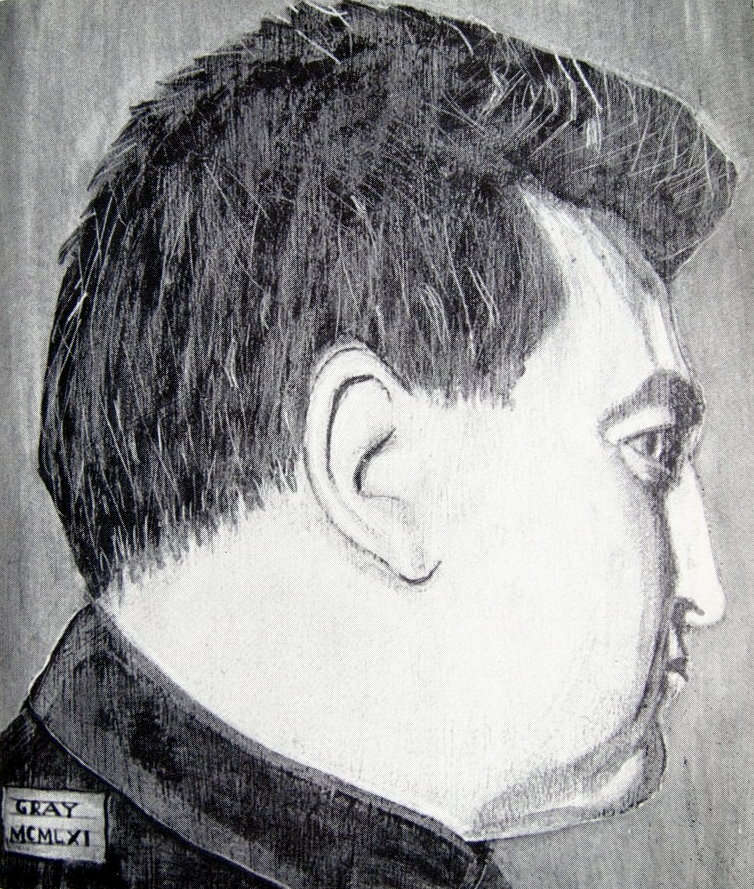
Portrait de Brendan Behan par Reginald Gray (Dublin, 1961).

Brendan Behan naît à Dublin le 9 février 1923 dans une famille de classe moyenne. Il habite chez sa grand-mère Christine English qui possède un certain nombre de biens immobiliers dans les environs. Son père Stephen Behan, peintre en bâtiment ayant intégré les rangs de l'IRA lors de la guerre d'indépendance, lit des classiques de la littérature à ses enfants pour les endormir, d'Émile Zola à John Galsworthy et Guy de Maupassant. Sa mère, Kathleen Kearney, est chanteuse et les emmène dans des promenades littéraires de la ville. Si l'intérêt de Behan pour la littérature lui a été inspiré par son père, ses premières opinions politiques viennent de sa mère. Il déclarera plus tard que « seul un sourd-muet pourrait être élevé par [sa] mère et être incapable de lister les méfaits de l'Angleterre jusqu'en Afrique. »[réf. nécessaire] Active toute sa vie sur le plan politique, elle est une amie personnelle du leader républicain Michael Collins (1890-1922). Behan écrit la complainte The Laughing Boy (« Le Garçon rieur ») en l'honneur de ce dernier, à l'âge de treize ans. Ce titre étonnant vient en fait du surnom affectueux que donnait sa mère à Collins. Behan intègrera la chanson en 1958 dans un  drame intitulé An Giall (The Hostage/Un otage), dont le compositeur grec Míkis Theodorákis écrira la musique de scène durant son séjour en France en 1961.
La famille de Behan a été prolifique d'un point de vue culturel puisque sa mère a écrit l'autobiographie Mother of All the Behans (Mère de tous les Behan) en collaboration avec son fils Brian, activiste politique et artiste, en 1924. Un de ses autres frères, Dominic, est connu pour ses chansons. L'oncle de Brendan, Peadar Kearney, a écrit quant à lui les paroles de l'hymne national irlandais Amhrán na bhFiann (A Soldier's Song).
Bien qu'il ait quitté l'école à l'âge de treize ans pour suivre les pas de son père dans la peinture en bâtiment, Behan est lui aussi attiré par l'écriture. Il est le plus jeune contributeur de la presse irlandaise quand son poème Reply of Young Boy to Pro-English verses (Réponse d'un jeune garçon aux vers pro-anglais) est publié en 1931.

### Activités républicaines
En 1937, la famille déménage à la suite d'un programme immobilier[pas clair]. À Crumlin, Behan devient membre de Fianna Éireann, l'organisation de l'IRA pour la jeunesse. Il publie aussi ses premiers poèmes et essais dans le magazine de l'organisation Fianna: The Voice of Young Ireland.
À 16 ans, Behan rejoint l'IRA et organise une action en solo, non autorisée, visant à faire sauter les docks de Liverpool, mais il est arrêté en possession d'explosifs. Condamné à 3 ans de détention dans une maison de correction, il ne revient en Irlande qu'en 1941. Il narre cette partie de sa vie dans son autobiographie, Borstal Boy, publiée en 1958. En 1942, lors de commémorations en l'honneur de Wolfe Tone, il essaye d'assassiner deux officiers de police, fait pour lequel il est condamné à 14 ans de prison. Il relate ces événements dans son livre Confessions of an Irish Rebel (Confession d'un rebelle irlandais).
À la suite d'une amnistie générale pour tous les Républicains en 1946, il met fin à sa carrière militaire, il est alors âgé de 23 ans. Il écope tout de même d'une légère peine de prison en 1947, après avoir aidé un de ses camarades de l'IRA à s'évader de la prison de Manchester.

### Alcoolisme et mort
Behan développe dès son plus jeune âge un goût pour la boisson. Son biographe Ulick O'Connor raconte qu'un jour où Brendan, âgé de huit ans, revenait avec sa grand-mère et un ami après avoir bu ensemble, un passant les accoste en disant : « Oh, mon Dieu ! N'est-ce pas terrible Madame de voir un enfant si beau avec un visage si difforme ? — Comment osez-vous, répond la grand-mère, il n'est pas difforme, il est juste ivre ! »[source insuffisante] Il s'est lui-même défini ainsi:  « I am a drinker with writing problems » (Je suis un buveur avec des problèmes d'écriture).
Miné par l'alcool, Behan meurt au centre hospitalier Meath de Dublin le 20 mars 1964 des suites d'un diabète à seulement 41 ans. Il est enterré au cimetière de Glasnevin où il reçoit des funérailles républicaines sous les acclamations d'une immense foule.

## Écrits

### Théâtre
- The Quare Fellow (1954)
- The Big House (1957, pièce radiophonique en un acte)
- An Giall (The Hostage, 1958)[2]
- Richard's Cork Leg (1972)
- Moving Out (pièce radiophonique en un acte)
- A Garden Party (pièce radiophonique)

### Romans
- Borstal Boy (1958)
- Brendan Behan's Island (1962)
- Hold Your Hour and Have Another (1963)
- Brendan Behan's New York (1964)
- Confessions of an Irish Rebel (1965)
- The Scarperer (1963)
- After The Wake: Twenty-One Prose Works Including Previously Unpublished Material (1981, posthume)

### Musique
- Brendan Behan Sings Irish Folksongs and Ballads (1985), Spoken Arts Records - SAC760

### Anecdote
Brendan Behan est cité par l'Inspecteur-chef Jack Mooney, lors de la résolution d'une enquète policière  de la série télévisée franco-britannique "Meurtres au paradis" (Épisode 3 : Destination de rêve).